# Kloster Oybin

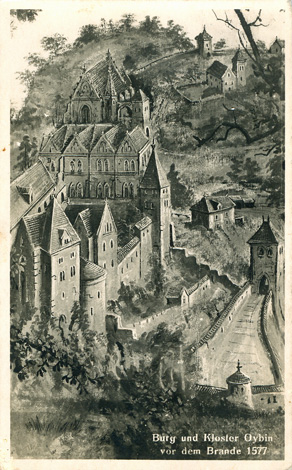
Kloster Oybin vor dem Jahr 1577

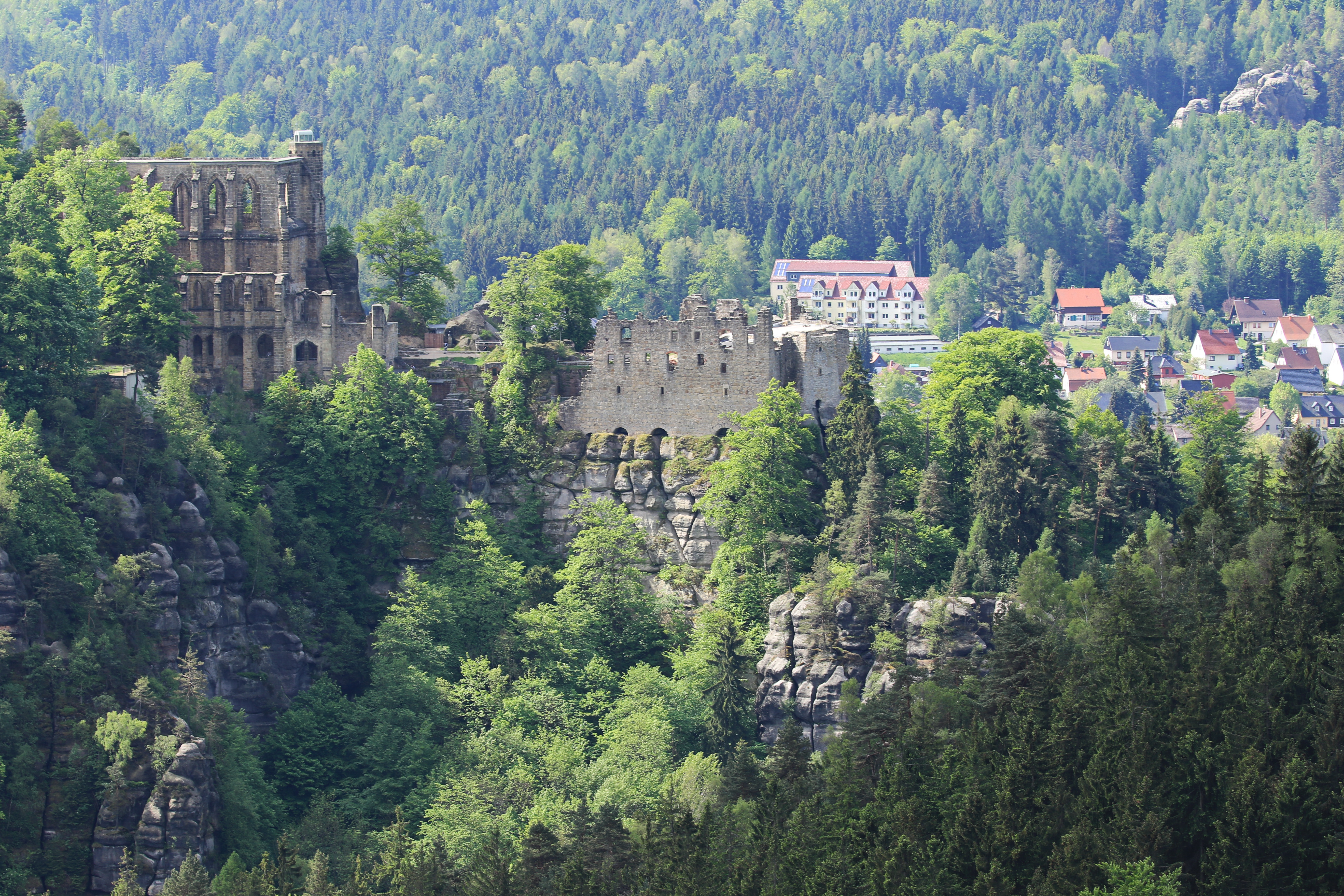
Blick aus dem Norden auf die Ruinen des Klosters Oybin (2017)

Das Kloster Oybin war ein im 13. Jahrhundert gegründetes Cölestinerkloster. Es lag auf dem Oybin im Zittauer Gebirge und ist deshalb mitunter auch als Kloster auf dem Oybin bekannt.

## Geschichte
Kaiser Karl IV. besuchte im Jahr 1366 Papst Urban in Avignon und gewann dort das Vertrauen zweier Cölestinermönche. Zuvor hatte er mehrfach die Messe des Klosters gehört. Er lud sie nach Böhmen ein, wo es noch kein Cölestinerkloster gab.
Pfingsten 1366 waren sie zu diesem Zweck auf dem Oybin. Auf Geheiß des Kaisers leistete Zittau für den Bau des Klosters Baufuhren und  stellte Arbeiter. Auch Erträge der Kuttenberger Bergwerke flossen in die Finanzierung mit ein.
Das neue Kloster wurde auf den Heiligen Paraklet, die Jungfrau Maria, den Heiligen Wenzel und auf den Gründer des Cölestinerordens Petrus Confessor geweiht. Das Kloster wurde für zwölf Mönche eingerichtet, zunächst lebten nur sechs.
Im Jahr 1369 übernachtete Karl IV. eine Nacht im Kloster, nachdem dessen Mönche mit Zittau in Streit geraten waren. Im Jahr 1384 weihte Erzbischof Johann von Jenzenstein die 1366 bis 1384 erbaute Klosterkirche.
1420 und 1429 blieben zwei Belagerungen des Klosters durch die Hussiten erfolglos. Möglicherweise entstand in dieser Zeit der runde, für Feuerwaffen eingerichtete Turm an der Westseite des Klosters. Im Jahr 1458 ist durch mehrere Quellen ein Brand überliefert, möglicherweise am Wächterhaus. Im Zusammenhang mit dem Testament (1494) des Priors Andreas Swob („in stubella nova sive refectorio“; deutsch: im neuen Zimmer oder Speisesaal) und der an den Görlitzer Rat gerichteten Bitte der Mönche, ein Vermächtnis für weitere Bauarbeiten am Kloster auszuzahlen, vermutete Gurlitt umfangreiche Bauarbeiten in den genannten Zeiten.
Wohl Ende des 15. Jahrhunderts entstand der Vorbau vor der Kirche mit den großen Doppelfenstern und weiten Gewölben. Um 1512 bis 1515 wurde der Friedhof angelegt.
Die Reformation bewirkte den Abgang der Mönche vom Kloster Oybin. Noch im Jahr 1556 vermittelte der Jesuit Canisius zwischen Ferdinand I., Urban Textor und dem Heiligen Ignatius im Zusammenhang mit der Neugründung des Jesuitenklosters in Prag. Canisius überzeugte König Ferdinand, dass Oybin wegen seiner abgelegenen Lage kein geeigneter Ort für das Jesuitenkloster sei. Im Jahr 1559 ging der letzte Mönch des Klosters Oybin nach Zittau. Der König zog den Oybin mit seinen Gütern ein und verwendete die daraus entstandenen finanziellen Mittel für das Jesuitenkloster in Prag. 1574 kaufte die Stadt Zittau das Kloster.
1577 ging ein großer Brand über das Kloster einher. Im Jahr 1582 forderten kaiserliche Kommissare den Zittauer Rat auf, unter anderem die Steine, die vom Oybin genommen worden waren, zurückzubringen („von Steinen und andern, was etwan vom Oybin genommen, wiederumb an die Stelle zu bringen“). Gurlitt schloss daraus, dass Zittau die Klosterruine nach dem Brand als Steinbruch verwendet hatte. Im Mai 1682 zerstörte ein großer Felssturz weite Teile der Klosterruine.
Um 1679 besuchte der Gelehrte Balbinus den Oybin und schrieb über die Klosterkirche: „(templum) quod adhuc stat integrum illasumque“ (deutsch: Tempel, der immer noch intakt steht), wenngleich dies als Übertreibung bewertet wurde.
Im Jahr 1803 wurden wieder einige Felsen zu Bausteinen verarbeitet bzw. gesprengt, im Jahr 1829 befreite man das Innere der Kirche von Schutt. Ein Gemälde der Ruine von Caspar David Friedrich um 1812 zeigt den Zustand vor der Befreiung von der Überwucherung.

## Aufbau

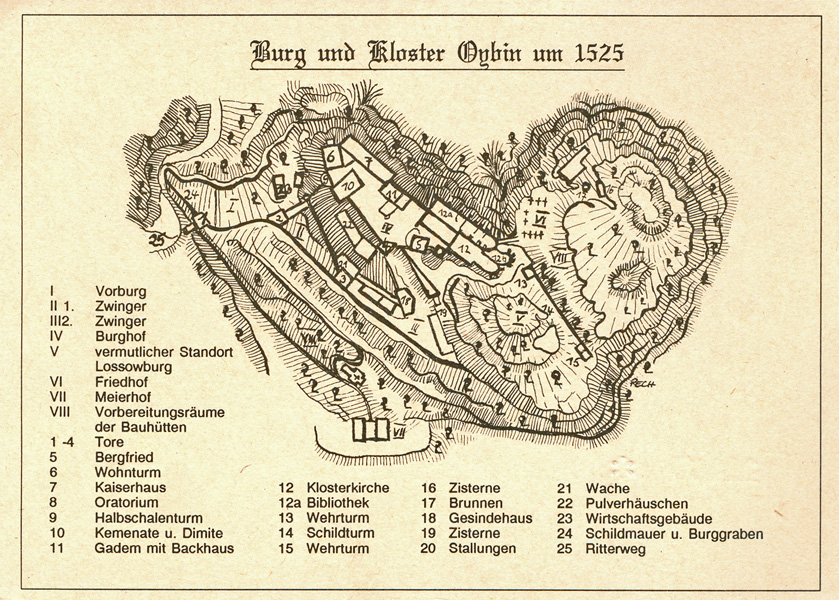
Lageplan des Klosters Oybin um das Jahr 1525

Das Kloster besteht im Wesentlichen aus dem Westbau, worunter sich auch das Kaiserhaus, das heutige Museum und der wohl in der Hussitenzeit entstandene Turm befindet, und der Kirche im Osten, an deren Fuß der Friedhof angelegt wurde. Das Museum wurde vor dem Jahr 1906 anstelle des im Jahr 1754 entstandenen Pulverhauses erbaut. Das Bergmassiv des Oybins befindet sich im Osten, wohingegen am westlichen Ende des Klosters sich der steile Abhang des Berges anschließt.